# Hà Thị Thanh Phương
Hà Thị Thanh Phương (ur. 2004) – wietnamska zapaśniczka walcząca w stylu wolnym. Srebrna medalistka mistrzostw Azji Południowo-Wschodniej w 2022 roku.